# Ornella Volta
Ornella Volta (1 de gener de 1927 - 16 d'agost de 2020) va ser una musicòloga, assagista i traductora francesa d'origen italià.

## Biografia
Periodista i escriptora cinematogràfica, Ornella es va casar amb Pablo Volta el 1957, i la parella es va traslladar a París. Era amiga de Federico Fellini, amb qui va col·laborar per a la pel·lícula de 1970 I clowns. Va dur a terme investigacions per la pel·lícula sobre el circ i va produir la versió en francès del diàleg. També va ser assistent de direcció de la pel·lícula de 1955 La bella de Roma, dirigida per Luigi Comencini. A la dècada de 1960, va publicar diversos llibres, com ara Vampires Among Us, The Vampire i Frankenstein & Company. També va col·laborar amb revistes com Vogue, Quindici i Il Delatore.
Volta va dedicar gairebé 50 anys de la seva vida a investigar i escriure sobre la vida i les obres del compositor Erik Satie. El 1981 va fundar la Fondation Erik Satie a casa seva a París, i el 1983 es va convertir en la fundadora- conservador del Musée-Placard d'Erik Satie (Museu de l'armari d'Erik Satie), situat en una petita sala que Satie va ocupar a Montmartre a finals de la dècada de 1890. Se suposa que és un dels museus més petits del món, exposava articles pertanyents a Satie, principalment dibuixos i pintures, així com una rèplica autoritzada per l'artista de l'escultura de Man Ray Le Cadeau (1921). Volta es va veure obligada a tancar el museu l'any 2008 per manca de subvencions.
L'any 2000, Volta va donar una gran col·lecció d'obres de Satie als Arxius nacionals de França, que van confiar la seva conservació a l'Institut mémoires de l'édition contemporaine. També va organitzar nombroses exposicions dedicades a Satie, inclosa la fundació d'Erik Satie: les Maisons Satie a Honfleur el 1998.
El musicòleg Robert Orledge va dedicar el seu llibre Satie the Composer (1990), una obra important en els estudis de Satie, a Ornella Volta. Va ser membre dels Carnets de l'Iliad-Club i regent de patafísica. Volta va morir el 16 d'agost de 2020 a París a l'edat de 93 anys. En aquell moment estava editant una nova versió del seu llibre Erik Satie, Correspondance presque complète (2000).

### Obres generals
- Le vampire : la mort, le sang, la peur (1962)
- Brèves rencontres avec André Breton, avec vingt-deux photographies de Pablo Volta (2003)

### Sobre Erik Satie
- Écrits (1977)
- Erik Satie (1979)
- L'Ymagier d'Erik Satie (1979)
- Satie et la danse (1992)
- Satie/Cocteau : les malentendus d'une entente (1993)
- Erik Satie (1997)
- Le Piège de Méduse (1998)
- La banlieue d'Erik Satie (1999)
- Erik Satie, Correspondance presque complète (2000)

## Exposicions
- Satie op papier (1976)
- Erik Satie à Montmartre (1982–1983)
- Erik Satie et la tradition populaire (1988)
- Le Groupe des Six et ses amis (1990)
- Erik Satie. Bibliographie raisonnée. Première exposition bibliographique autour d'Erik Satie (1995)
- Erik Satie del Chat Noir a Dadá (1996)
- Erik Satie de Montmartre à Montparnasse (2000)
- Satie sur scène (2000)
- Variations Satie (2000)

## Distincions
- Prix Sévigné (2001)